# Monasterio de Santa Eulalia del Campo

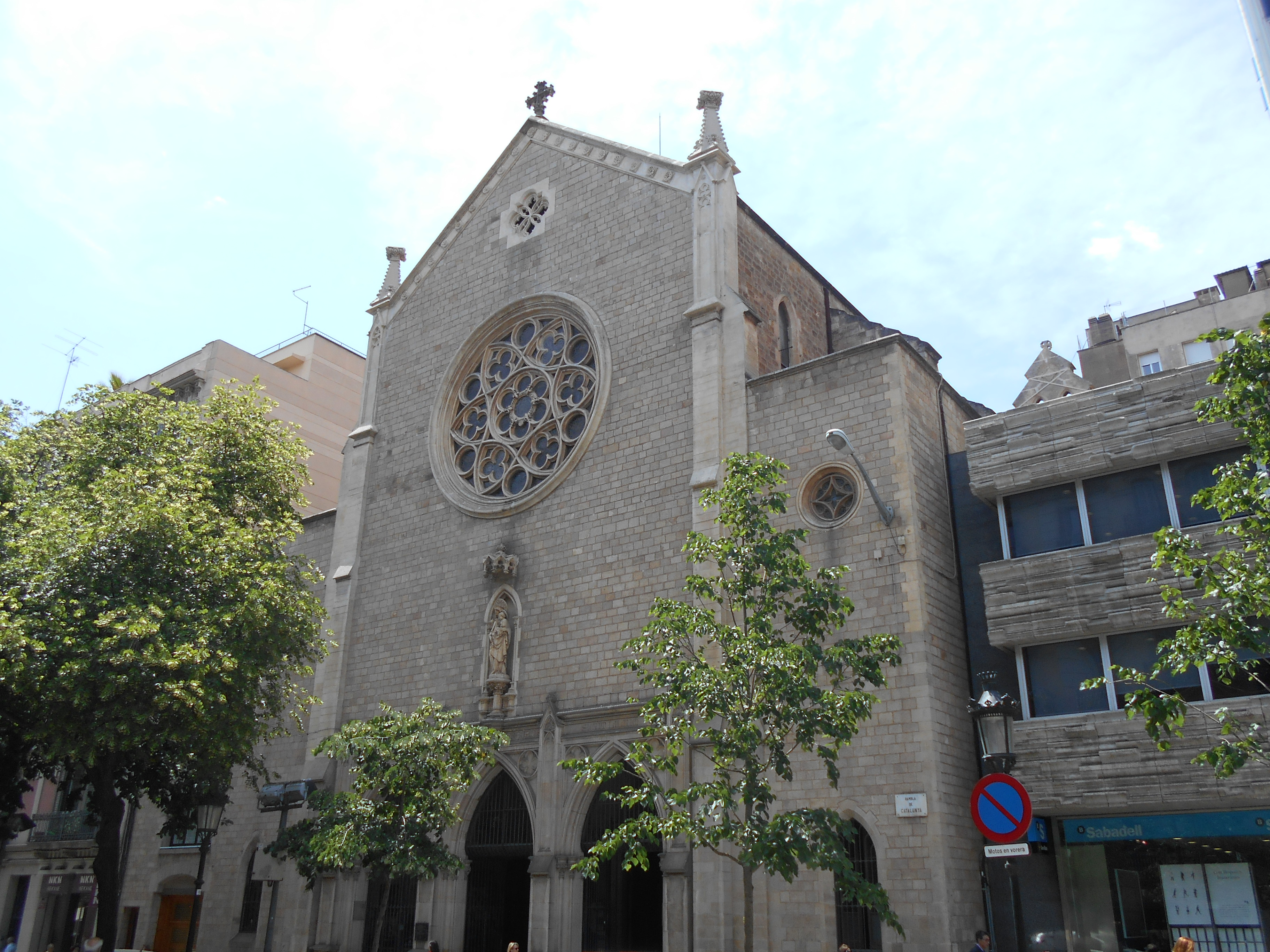
La parroquia de San Raimundo de Peñafort es una reconstrucción muy reformada de la antigua iglesia de Santa María de Montesión

El monasterio de Santa Eulalia del Campo (en catalán: monestir de Santa Eulàlia del Camp) fue un cenobio de canónigos agustinianos, que tuvo distintas ubicaciones en Barcelona, España. La orden fue fundada en 1155 en la capilla de Santa Eulalia del Campo, junto al Portal Nou, y en 1293 se trasladó a otro convento ya existente en el Portal de l'Àngel. En 1420 la comunidad se fusionó con la canónica de Santa Ana, y su cenobio fue ocupado por las monjas dominicas, tomando el nombre de Santa María de Montesión.
Aunque el conjunto monástico fue derribado en el siglo XIX, se conservan algunos elementos repartidos en distintos puntos: la capilla, en la iglesia de San Raimundo de Peñafort de la Rambla de Cataluña de Barcelona y el claustro, en el monasterio de Santa María de Montesión de Esplugas de Llobregat. Ambos están catalogados como Bien Cultural de Interés Local.

## Historia

### Frailes del saco

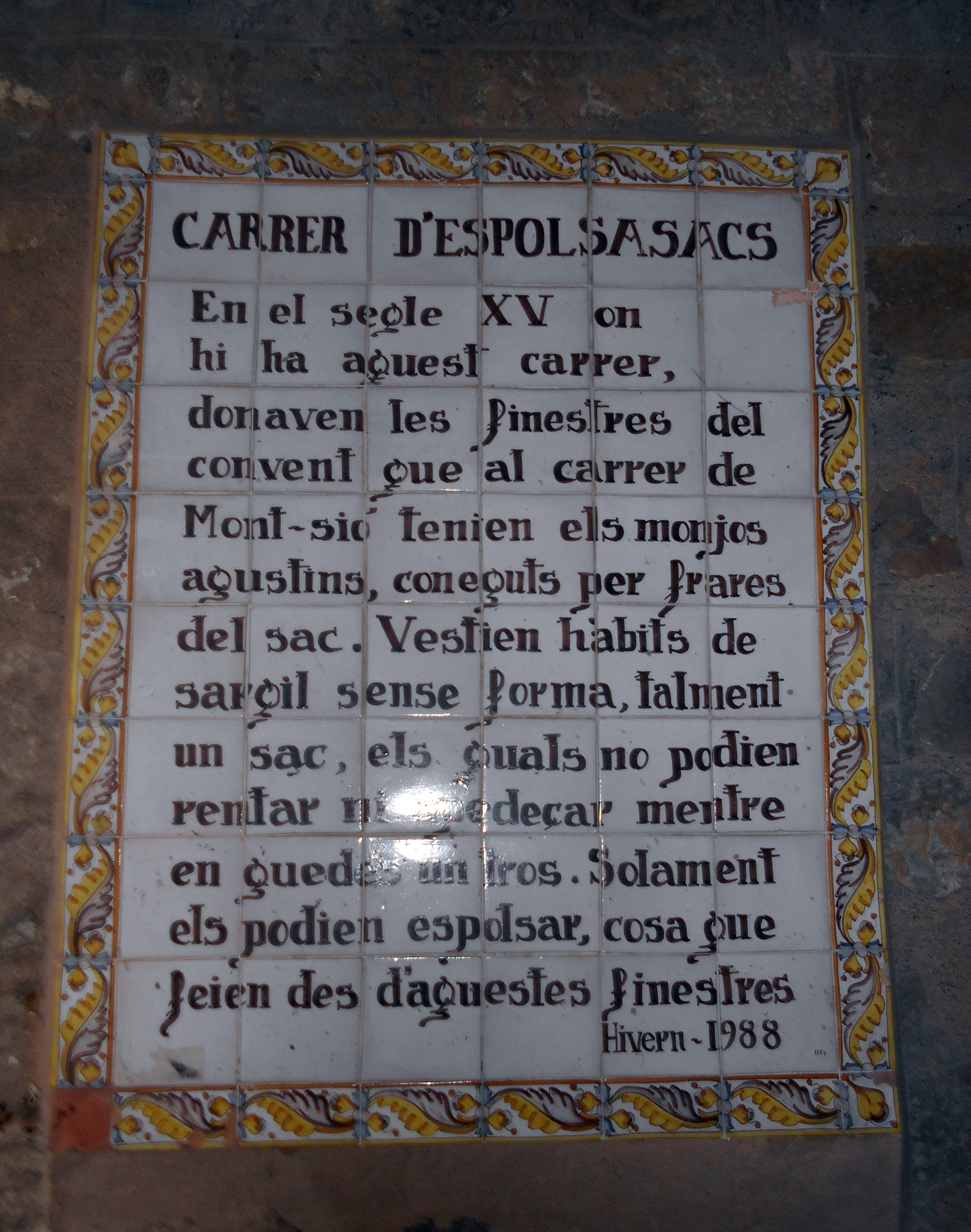
Cerámica en la calle Espolsa-sacs en recuerdo del antiguo convento de los frailes del saco

Desde 1261 hay constancia del establecimiento en Barcelona de los Hermanos de la Penitencia, conocidos popularmente como frailes del saco por su indumentaria. Ese año iniciaron la construcción de su convento dentro del recinto protegido por la muralla del siglo XIII, en la plaza de Santa Ana, en unos terrenos donados por Berenguer de Espiells, chantre de la Seo de Barcelona, que ampliaron con la compra de fincas vecinas en 1263, 1265 y 1267. Actualmente este espacio corresponde a la esquina de la avenida del Portal de l'Àngel con la calle Montsió. Las dependencias se extendían hasta la actual calle de Espolsa-sacs.
La comunidad tuvo una corta existencia, debido a la supresión de órdenes mendicantes en el Concilio de Lyon de 1276.

### Santa Eulalia del Campo
En 1155 el obispo de Barcelona, Guillermo de Torroja, fundó una comunidad de canónigos agustinianos en la iglesia de Santa Eulalia del Campo, que estaba ubicada fuera de la muralla de Barcelona, cerca de Portal Nou, donde actualmente se levanta el Arco de Triunfo. Hay constancia de la existencia de la iglesia desde el siglo IX. En esta capilla se conservaban las reliquias de San Daniel, que tiene sepulcro en el monasterio de San Daniel de Gerona.
En 1173 Alfonso II encargó a los canónigos de Santa Eulalia el culto de la capilla del Palacio Real Mayor. En el siglo XIII se creó un hospital anexo al cenobio, que en 1401 quedó integrado en el hospital general de la Santa Cruz.
Debido a la insalubridad del lugar, una zona de marismas que favorecía el paludismo, en 1293 los canónigos de Santa Eulalia acordaron trasladarse al convento de los frailes del saco, en la plaza de Santa Ana. Los cinco últimos frailes que quedaban de esta comunidad, que estaba en extinción, se convirtieron en canónigos agustinianos. El traslado fue autorizado por una bula de Bonifacio VIII de 1295, quien encargó al obispo, Bernardo Pelegrí, negociar la venta del convento de los frailes del saco a los canónigos de Santa Eulalia. A causa de discrepancias en el precio, la compra no se concretó hasta 1308.
Los nuevos inquilinos ampliaron el recinto a lo largo del siglo XIV. Por iniciativa de Fray Bernardo Jaubert y con el apoyo de Juan I, se llevaron a cabo dos importantes obras góticas: una capilla anexa dedicada a Santa María de Montesión, cuya construcción se inició en 1388, y el claustro, en 1391.
En 1420, a instancias de Alfonso IV, esta comunidad se trasladó al vecino monasterio de Santa Ana y se fusionó con sus canónigos, pasando a denominarse de Santa Ana y Santa Eulalia.

### Santa María de Montesión

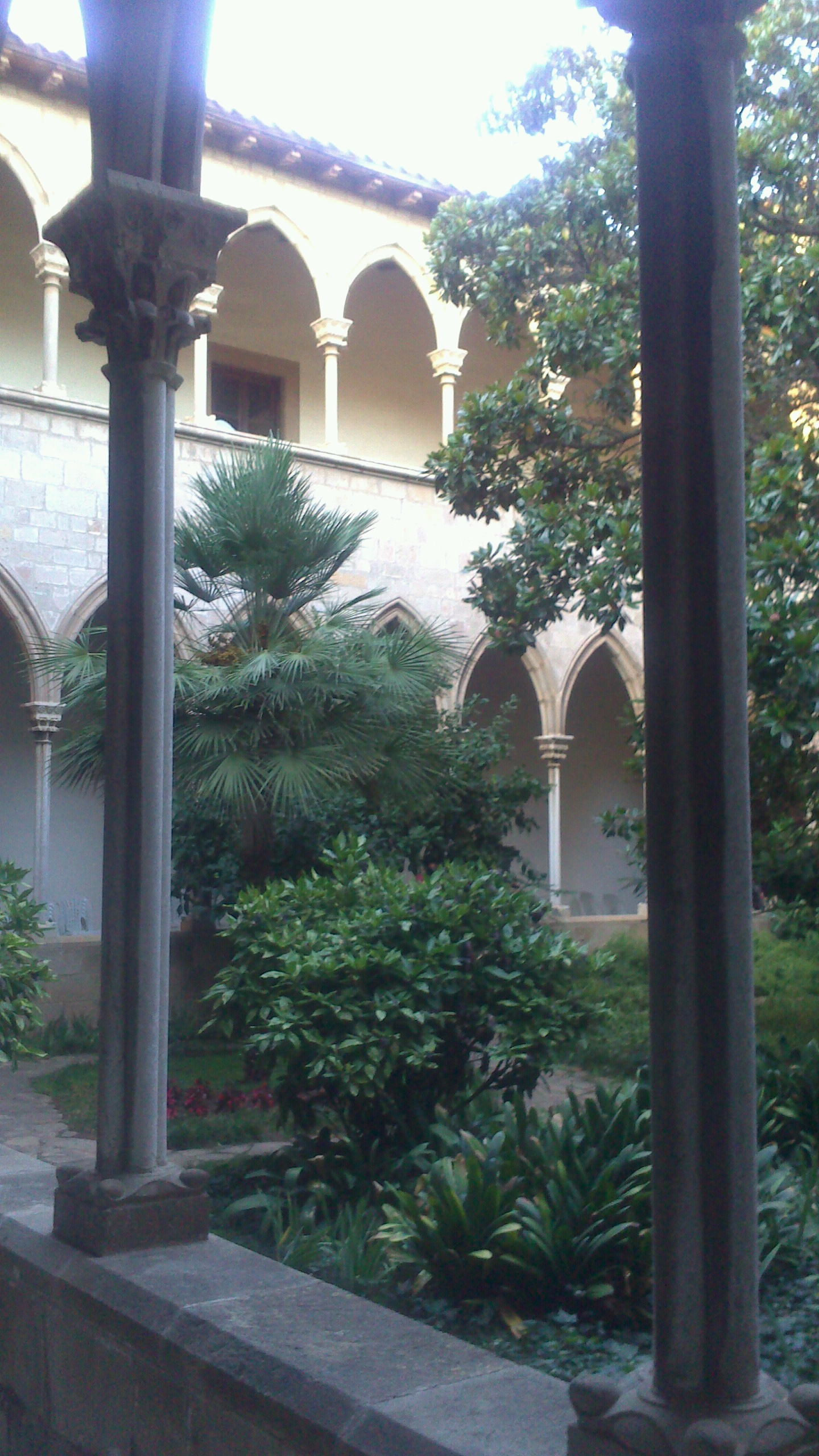
Claustro gótico de Santa Eulalia del Campo, que actualmente forma parte del monasterio de Montesión, en Esplugas de Llobregat

Tras el traslado de los canónigos agustinianos, la reina María favoreció que en 1423 pudiesen instalarse en Santa Eulalia las monjas dominicas de San Pedro Mártir, que tomaron a partir de entonces el nombre de Santa María de Montesión.
Salvo algunas expulsiones temporales durante el siglo XIX, las monjas dominicas se mantuvieron en este lugar hasta 1888, cuando se mudaron a la actual rambla de Cataluña, en unos terrenos de la vecina villa de Gracia, por entonces municipio independiente. Trasladaron piedra a piedra y reconstruyeron la iglesia, el claustro y la sala capitular. El encargado del proyecto fue el arquitecto Joan Martorell, quien realizó una reconstrucción libre que no era fiel al conjunto original. El resto del antiguo monasterio de la plaza de Santa Ana fue vendido y derribado.
A causa de la Guerra Civil el monasterio de la rambla de Cataluña sufrió varios desperfectos, entre los que destaca la desaparición de la cripta gótica de la iglesia, que albergaba los sepulcros de las infantas María de Aragón, fundadora de la orden dominica, y su hermana Blanca.
En 1947 las monjas dominicas se trasladaron a Can Casanoves, en Esplugas de Llobregat, donde nuevamente reconstruyeron el claustro gótico. La iglesia de Santa María de Montesión permaneció en la rambla de Cataluña, siendo erigida en parroquia de San Raimundo de Peñafort por el arzobispo Gregorio Modrego. El resto de dependencias del monasterio de la rambla de Cataluña, incluyendo la sala capitular gótica, fueron vendidas y derribadas.

### Vestigios actuales
Del monasterio de Santa Eulalia del Campo se conservan la iglesia gótica, parcialmente reconstruida en la parroquia de San Raimundo de Peñafort de Barcelona, y el claustro, reconstruido en el monasterio de Santa María de Montesión de Esplugas de Llobregat. Así mismo, el Museo Nacional de Arte de Cataluña (MNAC) exhibe una urna funeraria de fray Francesc Botella, fallecido en 1376, procedente del monasterio.
El resto del antiguo monasterio de la plaza de Santa Ana fue derribado, levantándose en su lugar destacados edificios, que hoy todavía se conservan. La familia de empresarios textiles Martí Puig adquirió la mayor parte de los terrenos, donde construyeron varias fincas, destinadas a su propia residencia, a alquiler y a almacenes textiles. Entre las más destacadas, las conocidas como Casa Martí: una en la plaza de Santa Ana (hoy Portal de l'Àngel, 24) obra de Alexandre Perich de 1888; la otra, en la calle Montsió, 3, obra de Josep Puig i Cadafalch de 1896, y en cuyos bajos se instaló la cervecería cabaret Els Quatre Gats. Junto a esta finca, en Montsió, 5, se construyó la casa de los Carreras, familiares de los Martí, obra de 1920 atribuida también a Puig i Cadafalch. Por su parte, la Sociedad Catalana para el Alumbrado de Gas adquirió en 1892 una parcela de 1.238 m² donde levantó su sede corporativa, con fachada principal en la plaza de Santa Ana (hoy Portal de l'Àngel, 22). Obra de José Doménech y Estapá, se construyó entre 1893 y 1895.

## Arquitectura

### Claustro
De acuerdo a los historiadores Antonio de Bofarull y Víctor Balaguer, el claustro gótico de Santa Eulalia del Campo, hoy reconstruido en Santa María de Montesión, era el elemento arquitectónico más relevante del monasterio.
De planta cuadrada, sus dimensiones actuales son más reducidas que las originales. Consta de dos pisos de galerías con arcos ojivales, soportados sobre delgadas columnas de piedra de Girona. El piso inferior es el más antiguo y está datado en el siglo XIV. Se considera coetáneo al claustro de Santa María de Junqueras y se le atribuye el mismo autor. El piso superior está fechado en la segunda mitad del siglo XV.
Destaca la puerta de acceso al jardín, con dos pilares cuyos capiteles representan escenas de la Anunciación, San Jorge, Adán y Eva, la Visitación y San Miguel Arcángel. Se conserva también una fuente de estilo gótico flamígero, de mediados del siglo XV.

### Iglesia
La primitiva iglesia gótica, construida entre los siglos XIV y XV, fue reconstruida en el emplazamiento actual de la Rambla de Cataluña sin fidelidad al modelo original, de modo que resulta difícil discernir los elementos del templo original de las recreaciones historicistas de Joan Martorell. Se le atribuyen los contrafuertes, la espadaña, el pórtico y, en general, toda la fachada actual, de estilo neogótico.
El templo tiene una sola nave, ábside poligonal y bóvedas de crucería en cinco tramos. La estructura interior se considera, en términos generales, fiel a la original, aunque se aumentó la altura de la bóveda, se abrieron quince nuevos ventanales y se esculpieron nuevos capiteles. En el traslado se reconstruyó también la cripta gótica, que se perdió con la Guerra Civil. Albergaba un grupo escultórico del Santo Sepulcro y estaba decorada con ménsulas con ángeles sosteniendo los instrumentos de la pasión y una clave de bóveda central representando el Calvario.